# Kawasaki EL 125 Eliminator
Kawasaki EL 125 Eliminator je jednoválcový, vzduchem chlazený cruiser. Byl vyráběný v letech 1997-2010 japonskou firmou Kawasaki. Výhodou proti čínské konkurenci je kvalita zpracování a spotřeba paliva kolem 3 litrů.

## Eliminator - řada
Kawasaki EL 125 Eliminator je nejmenším modelem řady Eliminator. Větší modely jsou řadový dvouválec EL 250, řadový čtyřválec ZL 400 vyráběný pro japonský trh, a řadové čtyřválce ZL 600 a ZL 900, resp. ZL 1000. Řadové čtyřválce jsou vybaveny sekundárním převodem kardanem.

## Technické parametry pro ročník 2010
- Pohotostní hmotnost - 145 kg
- Startér - elektrický
- Rám - jednoduchý trubkový